# Manuel Fischer
Pour les articles homonymes, voir Fischer.
Manuel Fischer est un footballeur allemand né le 19 septembre 1989 à Aalen.
Il a fait ses débuts le 12 décembre 2007 dans la Ligue des champions contre le FC Barcelone.
Il est prêté pour six mois à TuS Coblence le 6 janvier 2009.